# Пјано Лупино (Катанцаро)
Пјано Лупино је насеље у Италији у округу Катанцаро, региону Калабрија.
Према процени из 2011. у насељу је живело 124 становника. Насеље се налази на надморској висини од 507 м.